# 平尾駅
平尾駅（ひらおえき）は、かつて福岡県福岡市大字平尾（現在の中央区平尾）にあった鉄道省筑肥線の駅である。

## 歴史
- 1936年（昭和11年）1月1日：北九州鉄道により平尾停留場として開業[1]。
- 1937年（昭和12年）10月1日：国有化と同時に駅へ昇格[1]。旅客駅。
- 1941年（昭和16年）8月10日：廃止[1]。

## 隣の駅
鉄道省
筑肥線
筑前高宮駅 - 平尾駅 - 小笹駅